# Журка Юрій Петрович
Юрій Петрович Журка (24 вересня 1965, м. Кролевець, Сумська обл.) — художник, майстер українського історичного пейзажу.

## Життєпис
Народився 24 вересня 1965 року в Кролевці. З дитинства захоплювався малюванням. Першим вчителем майбутнього живописця був відомий художник і педагог Борис Петрович Пелешук, який 1964 року створив при районному Будинку піонерів студію образотворчого мистецтва і чверть віку був її незмінним керівником.
У 1980 році Юрій Журка вступив до Харківського художнього державного училища (нині Харківський фаховий вищий художній коледж) на відділення художників-декораторів.
Після закінчення училища служив в армії, потім працював за фахом у Криму.
У 1991 році повернувся до Кролевця, активно займається творчою діяльністю: малює картини, ікони, оформлює, відновлює та реставрує церкви. Часто мандрує Кролевеччиною, ретельно вивчаючи побут та архітектуру минувшини. роблячи замальовки старовинних хат і вітряків. Працює з колекціонерами української старовини.

## Творчість
Почавши творчий шлях як аквареліст, пізніше перейшов до станкового живопису.
Автор картин з історії українського козацтва («Січ», «Бойове хрещення», «Вартова вежа»).
Основна тематика творчості митця — романтичний та історичний пейзаж, сцени минулого життя українського села, його побуту, звичаїв і традицій («На баштані», «Обід у полі», «Біління полотна», «Полювання», «Гуси», «Роблять лави», «Святки»). Картини Юрія Журки пронизані любов'ю до рідної землі та її людей. Художник майстерно відтворює українську природу в усій її багатогранності та розмаїтті («Соняшники», «Сонячний день», «Полудень», «Затишна тінь», «Осінь»), своєрідність архітектурних споруд («Водяний млин», «Три млина», «Стайня», «Глухівська церква», «Церква в селі»).
Художник відновив церкву Воскресіння Христового в селі Кошари Конотопського району.